# Аскуй, Филиберто
Филиберто Аскуй Агилера (исп. Filiberto Azcuy Aguilera); род. 13 октября 1972, Эсмералда, Камагуэй) — кубинский борец греко-римского стиля, двукратный чемпион Олимпийских игр, чемпион мира, обладатель Кубка мира, семиикратный Панамериканский чемпион, двукратный победитель Панамериканских игр.

## Биография
Родился в 1972 году в городе Эсмеральда близ Камагуэя. Борьбой занимался с 10 лет, с 14 лет начал тренироваться в специализированной школе.
В 1993 году победил на Панамериканском чемпионате, в 1994 году подтвердил звание Панамериканского чемпиона. В 1995 году стал победителем Панамериканских игр, обладателем Кубка мира и бронзовым призёром чемпионата мира. В 1996 году стал победителем Панамериканского предолимпийского квалификационного турнира.
На Летних Олимпийских играх 1996 года в Атланте боролся в категории до 74 килограммов (полусредний вес). После первого круга, борцы делились на две таблицы: победителей и побеждённых. Победители продолжали бороться между собой, а побеждённые участвовали в утешительных схватках. После двух поражений в предварительных и классификационных (утешительных) раундах, борец выбывал из турнира. В ходе турнира, таким образом, из таблицы побеждённых убывали дважды проигравшие, но она же и пополнялась проигрывающими из таблицы победителей. В конечном итоге, определялись восемь лучших борцов. Не проигравшие ни разу встречались в схватке за 1-2 место, выбывшие в полуфинале встречались с победителями утешительных схваток и победители этих встреч боролись за 3-4 места и так далее. В категории боролись 20 спортсменов. Филиберто Аскуй ровно и уверенно провёл турнир, победил во всех встречах и стал олимпийским чемпионом. Тем не менее, на результат финальной встречи финской делегацией была подана апелляция, и после покадрового анализа арбитражным комитетом было принято решение в пользу кубинца.
| Круг          | Соперник            | Страна                    | Результат | Основание        | Время схватки |
| ------------- | ------------------- | ------------------------- | --------- | ---------------- | ------------- |
| 1             | Бахтияр Байсеитов   | Казахстан                 | Победа    | 9-1 (9 баллов)   | 5:00          |
| 2             | Марти Морган        | Соединённые Штаты Америки | Победа    | 10-1 (10 баллов) | 5:00          |
| Четвертьфинал | Тамаш Берзича       | Венгрия                   | Победа    | 6-2 (6 баллов)   | 5:00          |
| Полуфинал     | Мнацакан Искандарян | Россия                    | Победа    | 5-4 (5 баллов)   | 5:19          |
| Финал         | Марко Аселль        | Финляндия                 | Победа    | 8-2 (8 баллов)   | 5:100         |

Был вторым на Кубке мира 1996 года и на турнире Vantaa Painicup. В 1997 году снова стал чемпионом Панамерики и завоевал бронзовую медаль чемпионата мира. В 1998 году опять выиграл Панамериканский чемпионат, победил на тестовом турнире FILA, а на чемпионате мира был вторым. В 1999 году завоевал звание вице-чемпиона Панамериканских игр, а на чемпионате мира был всего девятым. В 2000 году снова стал победителем Панамериканского чемпионата.
На Летних Олимпийских играх 2000 года в Сиднее боролся в категории до 69 килограммов (полусредний вес). Участники турнира, числом в 19 человек, были разделены на шесть групп, в каждой из которых борьба велась по круговой системе. Победители в группах выходили в четвертьфинал, где боролись по системе с выбыванием после поражения. Проигравшие занимали места соответственно полученным в схватках квалификационным и техническим баллам. Филиберто Аскуй вновь выступил уверенно, в финале меньше чем за две минуты разобравшись с оппонентом, и стал двукратным чемпионом олимпийских игр.
| Круг          | Соперник        | Страна           | Результат | Основание                                            | Время схватки |
| ------------- | --------------- | ---------------- | --------- | ---------------------------------------------------- | ------------- |
| 1 (группа 2)  | Эндер Мемет     | Румыния          | Победа    | 4-3 (4 технических балла)                            | 6:00          |
| 2 (группа 2)  | Али Абдо        | Австралия        | Победа    | 10-0 (за явным преимуществом)(10 технических баллов) | 1:15          |
| Четвертьфинал | Сон Сан Пиль    | Республика Корея | Победа    | 9-2 (9 технических баллов)                           | 6:00          |
| Полуфинал     | Валерий Никитин | Эстония          | Победа    | 6-0 (6 технических баллов)                           | 6:00          |
| Финал         | Кацухико Нагата | Япония           | Победа    | 11-0                                                 | 1:44          |

В 2001 году снова стал Панамериканским чемпионом и наконец завоевал звание чемпиона мира. В 2002 году на чемпионате мира был третьим. В 2003 году стал победителем Панамериканских игр и мемориала памяти Дейва Шульца, а на чемпионате мира был всего 17-м. В 2004 году победил на предолимпийском квалификационном турнире и Панамериканском чемпионате.
На Летних Олимпийских играх 2004 года в Афинах боролся в категории до 74 килограммов (средний вес). В турнире участвовали 20 человек; регламент турнира оставался в целом прежним. Филиберто Аскуй победил в группе, но в четвертьфинале уступил финскому борцу в дополнительном раунде, и остался шестым в итоговом протоколе.
| Круг          | Соперник             | Страна    | Результат | Основание                  | Время схватки |
| ------------- | -------------------- | --------- | --------- | -------------------------- | ------------- |
| 1 (группа А)  | Чхве Ток Хон         | Румыния   | Победа    | 6-2 (6 технических баллов) | 6:00          |
| 2 (группа А)  | Радослав Тружковский | Польша    | Победа    | 6-0 (6 технических баллов) | 6:00          |
| Четвертьфинал | Марко Юли-Ханнуксела | Финляндия | Поражение | 1-3 (1 технический балл)   | 6:30          |

После игр оставил карьеру, на настоящее время является тренером по борьбе и спортивным функционером на Кубе.
Наряду с Эктором Милианом считался специалистом в исполнении броска прогибом, которым он выиграл обе финальные схватки на олимпийских играх
Член международного Зала славы борьбы FILA (2007), единственный латиноамериканец в этом зале